# Вудман (Висконсин)
Вудман (енгл. Woodman) град је у америчкој савезној држави Висконсин.

## Демографија
По попису из 2010. године број становника је 132, што је 36 (37,5%) становника више него 2000. године.
| Група             | 2000.       | 2010.       |
| Белци             | 96 (100,0%) | 120 (90,9%) |
| Афроамериканци    | 0 (0,0%)    | 2 (1,5%)    |
| Азијати           | 0 (0,0%)    | 0 (0,0%)    |
| Хиспаноамериканци | 0 (0,0%)    | 4 (3,0%)    |
| Укупно            | 96          | 132         |